# Горка (Погореловское сельское поселение)
Горка — деревня в Тотемском районе Вологодской области.
Входит в состав Погореловского сельского поселения, с точки зрения административно-территориального деления — в Погореловский сельсовет.
Расположена на левом берегу реки Тафта. Расстояние до районного центра Тотьмы по автодороге — 63 км, до центра муниципального образования деревни Погорелово по прямой — 15 км. Ближайшие населённые пункты — Подгорная, Родная.
По данным переписи в 2002 году постоянного населения не было.